# Motzorongo
Motzorongo är en ort i Mexiko.   Den ligger i kommunen Tezonapa och delstaten Veracruz, i den sydöstra delen av landet, 270 km öster om huvudstaden Mexico City. Motzorongo ligger 267 meter över havet och antalet invånare är 4 014.
Terrängen runt Motzorongo är varierad. Runt Motzorongo är det ganska tätbefolkat, med 100 invånare per kvadratkilometer. Närmaste större samhälle är Cuitláhuac, 19,0 km norr om Motzorongo. Trakten runt Motzorongo består till största delen av jordbruksmark.